# دارپ‌کورد
دارپ‌کورد (انگلیسی: Dropchord) یک بازی ویدئویی پازل موزیکال تک‌نفره بی‌نهایت برای سکوهای ویندوز، اندروید، آی‌اواس، اویا، اواس ده می‌باشد که توسط دابل فاین پروداکشنز توسعه و دراکوژن نشر پیدا کرده است. این بازی برای اولین بار در ۲۲ ژوئیه ۲۰۱۳ منتشر شد.